# Scott Wall
Scott Wall (* 11. September 1966 in Jacksonville, Illinois) ist ein US-amerikanischer Schiedsrichter im Basketball, der seit dem Jahr 1995 in der NBA tätig ist. Er trägt die Uniform mit der Nummer 31.

## Karriere

### College-Basketball
Vor dem Einstieg in die professionellen Basketballwettbewerbe arbeitete er vier Jahre als College-Basketballschiedsrichter in der Atlantic Coast Conference, Ohio Valley Conference und Atlantic Sun Conference.

### USA Basketball
Zunächst arbeitete er für vier Jahre als Schiedsrichter im US-amerikanischen Basketballverband.

### National Basketball Association
Wall begann im Jahr 1995 seine NBA-Schiedsrichterlaufbahn beim Spiel der Boston Celtics gegen die Miami Heat.